# Santiago Carlos Oves
Santiago Carlos Oves fue un guionista y director de cine argentino, que nació en Buenos Aires el 14 de septiembre de 1941 y falleció en la misma ciudad el 2 de mayo de 2010. También escribió el libro La dramaturgia audiovisual.

## Primeros años
De niño iba mucho al cine acompañado por su madre en lo que se decía "día de damas" y se quedaban toda la tarde mirando películas y también en el "día de niños", donde se daban las series de Tarzán, de Superman, de Flash Gordon; en esos días las entradas eran más baratas y, por centavos, en los cines de barrio se veían tres películas, de Hollywood o argentinas. El padre tenía una carnicería en el barrio de Barracas y Oves iba al Cine Colonial que estaba en Avellaneda, donde todas las semanas daban tres películas argentinas. Le gustaban mucho las películas de Alberto Castillo y años después rememoraba especialmente La barra de la esquina que, decía, tenía todas las facetas populares: el anarquista, el haragán, el cantor de tango, y las películas más sociales como La guerra gaucha y Las aguas bajan turbias, de Hugo del Carril.
Más adelante los padres estaban a cargo del cine Lorrange, y allí trabajó como boletero y vio por primera vez las películas de Truffaut, Godard, Risi, Scola, Monicelli. En un reportaje muchos años después diría “yo no fui a estudiar cine, pero estudié en el cine Lorrange lo que era el cine y el nuevo cine argentino: Favio, Martínez Suárez con Dar la cara, Antin que adaptó los primeros cuentos de Julio Cortázar al cine. Así que era una escuela práctica, uno aprendía viendo cine.”

## Carrera artística
A Oves le gustaba escribir y también la actuación. En 1967 fue meritorio de asistente del director Julio Porter del filme Escándalo en la familia. En 1970 se inició como autor con La toma, que dramatizaba la toma de una fábrica. La puso en escena y representó en sindicatos, clubes de barrios y otros lugares, lo cual, además constituyó para Oves una experiencia enriquecedora. Se vinculó luego con Norman Briski y su grupo Octubre, con quienes desarrolló una intensa actividad en los ámbitos teatrales y de títeres. Con la asunción de Héctor Cámpora y el nombramiento de Jorge Alberto Taiana en el Ministerio de Cultura y Educación, se incorporó al Departamento de Comunicaciones Sociales que coordinaba Andrés Zavala, con el objetivo de desarrollar propuestas educativas para los medios de comunicación de masas.
También actuó y trabajó en 1973 como pizarrero en la película Paño verde dirigido por Mario David, luego fue continuista y, en 1976, asistente del director Carlos Galettini en el filme Juan que reía. Fue coautor de los guiones de Evita, quien quiera oír que oiga y Sol de otoño, con su gran amigo el director Eduardo Mignogna; En retirada, junto a su director Juan Carlos Desanzo, y Matar al abuelito, con Luis César D’Angiolillo. Escribió los libretos de ciclos televisivos como Desafío a la vida. 
En 1987 dirigió Revancha a un amigo, su primer largometraje, con la actuación de Ricardo Darín, Lorenzo Quinteros, Rodolfo Ranni y Luisa Kuliok, película que hablaba sobre un desaparecido, pero que estaba planteada en clave policial.
Le siguieron El verso, con Luis Brandoni, en 1995 y Asesinato a distancia, con Patricio Contreras, en 1997 y Gallito ciego, en 2001; las tres películas sobre su propio guion. 
Siguió filmando hasta su fallecimiento, ocurrido en Buenos Aires el 2 de mayo de 2010, tiempo después de estrenar su largometraje "Fantasmas de la noche", y de volver de Francia donde en el marco del festival de Biarritz recibiera un homenaje a su trayectoria. Sus restos se encuentran en el cementerio de la Chacarita.

## Sus opiniones
Preguntado en un reportaje acerca de su doble labor como guionista y director, respondió:

“El guion es una escritura en tránsito, ya que la película no existe hasta que no está terminada. Cuando se trabaja para una película ajena, uno es un colaborador. Pero a veces, cuando en plena filmación se llega al guion propio, uno termina desconociéndolo y modificándolo en cualquier momento. Cuando eso sucede es como una tarea esquizofrénica y uno termina diciendo "¿Quién ha sido el idiota que escribió esto?".

En el mismo reportaje explicó que la situación de desocupación fue una de las cosas que le motivó a escribir el guion de Gallito ciego y dos años después, al comenzar la filmación, esa situación no había cambiado. Agregó que el protagonista del filme es un chico normal que sale de la secundaria, con problemas graves, y tampoco es contenido por la sociedad. Este joven tiene que vivir con su abuela en condiciones precarias por tiene un padre ausente que es un exiliado económico. Si antes podía haber el problema de los padres divorciados, al momento del film la cosa es más complicada, porque había una emigración al exterior que determina muchos desmembramientos en las familias.

## Filmografía

### Director
- Fantasmas de la noche (2009)
- La mujer que estaba sola y se cansó de esperar (2006)
- Ángeles del cine (2005) (cortometraje documental)
- Cuentos clásicos de terror (2004) Serie de TV, 1 episodio
- Conversaciones con mamá (2004)
- Gallito ciego (2001)
- Asesinato a distancia (1998)
- El verso (1996)
- El príncipe azul (1988) (TV)
- Revancha de un amigo (1987)

### Guionista
- Fantasmas de la noche (2009)
- La mujer que estaba sola y se cansó de esperar (2006)
- Ángeles del cine (2005) (cortometraje documental)
- Conversaciones con mamá (2004)
- Gallito ciego (2001)
- Las dos Elenas (2001) (TV)
- El faro (1998) dir. Eduardo Mignogna
- Asesinato a distancia (1998)
- Sol de otoño (1996) dir. Eduardo Mignogna
- El verso (1996)
- Matar al abuelito (1993)
- Bésame mortalmente (1990) dir. Guillermo Fernandino y Luis Gutmann
- Revancha de un amigo (1987)
- En retirada (1984) dir. Juan Carlos Desanzo
- Evita, quien quiera oír que oiga (1983) dir. Eduardo Mignogna

### Asistente de dirección
- De amor y de sombras (1994) dir. Betty Kaplán
- La búsqueda (1985) dir. Juan Carlos Desanzo
- Los días de junio (1985) dir. Alberto Fischerman
- Esperando la carroza (1985) dir. Alejandro Doria
- En retirada (1984) dir. Juan Carlos Desanzo
- El desquite (1983) dir. Juan Carlos Desanzo
- Pubis angelical (1982) dir. Raúl de la Torre
- Las travesuras de Cepillo (1981) dir. Jorge Pantano
- Las muñecas que hacen pum (1979) dir. Gerardo Sofovich
- Juan que reía (1976) dir. Carlos Galettini
- Escándalo en la familia (1967) dir. Julio Porter

### Actor
- La moneda (2009) dir. Sheila Eva Oves .... Hombre de traje
- En retirada (1984) dir. Juan Carlos Desanzo.... Nuevo inquilino
- Los superagentes contra todos (1980) dir. Carlos Galettini
- Paño verde (1973) dir. Mario David

### Productor
- La moneda (2009) dir. Sheila Eva Oves
- Conversaciones con mamá (2004)
- Asesinato a distancia (1998)

## Teatro

### Dramaturgo
- Conversaciones con mamá (2013)